# Hanna Marklund
Hanna Gunilla Marklund, född 26 november 1977 i Skellefteå landsförsamling, Västerbottens län, är en svensk tidigare fotbollsspelare (mittback). Hon spelade under karriären i Sunnanå SK och Umeå IK; med det senare laget vann hon tre SM-guld och två Uefa Women's Champions League. Åren 1997–2007 spelade hon i Sveriges landslag och nådde som bäst silver i både EM och VM. 2005 fick hon motta Diamantbollen som årets bästa kvinnliga fotbollsspelare, och 2005–2007 utsågs hon på Fotbollsgalan till Årets bästa back.
Hanna Marklund avslutade den aktiva spelarkarriären 2010. Numera[när?] verkar hon bland annat som fotbollskommentator i Sveriges Television.

## Biografi

### Bakgrund
Hanna Marklund inledde sin fotbollskarriär i den lokala klubben Varuträsks IF. Storasyster Carolina hade börjat spela i klubben, vilket ledde till ett intresse även för Hanna; Hanna Marklunds första träning med klubben skedde i 7-8-årsåldern.

### Spel i Sunnanå
Vid tolv års ålder började Marklund spela elvamannafotboll. Varuträsk IF fick dock inte ihop till ett helt lag varvid Marklund istället började spela i Skellefteå-klubben Sunnanå SK, som hade ett representationslag i Division 1.
I Sunnanå SK debuterade hon 1993 (som 15-åring) i seniorlaget. Hon spelade sedan i klubben fram till 1999 samt åren 2005–07 och 2009–10.

### Umeå och Sunnanå igen
Åren 2000–04 var Marklund knuten till Umeå IK, då ett storsatsande lag som börjat nå resultat i form av SM-guld och framgångar i europeiskt cupspel. Flytten skedde också efter att Sunnanå 1999 åkt ur Damallsvenskan. Med Umeå vann Marklund tre SM-guld och två segrar i Uefa Women's Cup, plus tre segrar i Svenska cupen
Inför damallsvenskan 2005 lämnade Marklund Umeå IK och flyttade hem till Skellefteå och Sunnanå SK. Där kunde hon bland annat spela i samma lag som systrarna Mirjam och Carolina. Första året som återvändare hade Marklund tröjnummer 99 och 2006 nummer 100; orsaken var klubbens stora sponsor som uppnått denna ålder.
I januari 2008 meddelade hon att hon lade av med fotbollsspelandet för att i stället fortsätta som instruktör i Sunnanå SK:s utvecklingsbolag. 2009 beslutade hon sig dock för att spela ytterligare ett år för Sunnanå SK; Marklund avslutade sin karriär som spelare 2010.

### Landslaget
Hanna Marklund debuterade 1997 i landslaget; första matchen blev en landskamp mot Island 30 augusti det året. Då hade hon redan deltagit i 12 matcher med Flicklandslaget och 21 U21-landskamper.
Fram till 2007 spelade Marklund 118 landskamper för Sverige och gjorde från position som back 6 mål; sista landskampen var en OS-kvalmatch mot Danmark 28 november 2007. Hon deltog med landslaget i ett antal EM-, VM- och OS-turneringar och nådde som bäst EM-silver 2001 och VM-silver 2003.

### Efter spelarkarriären

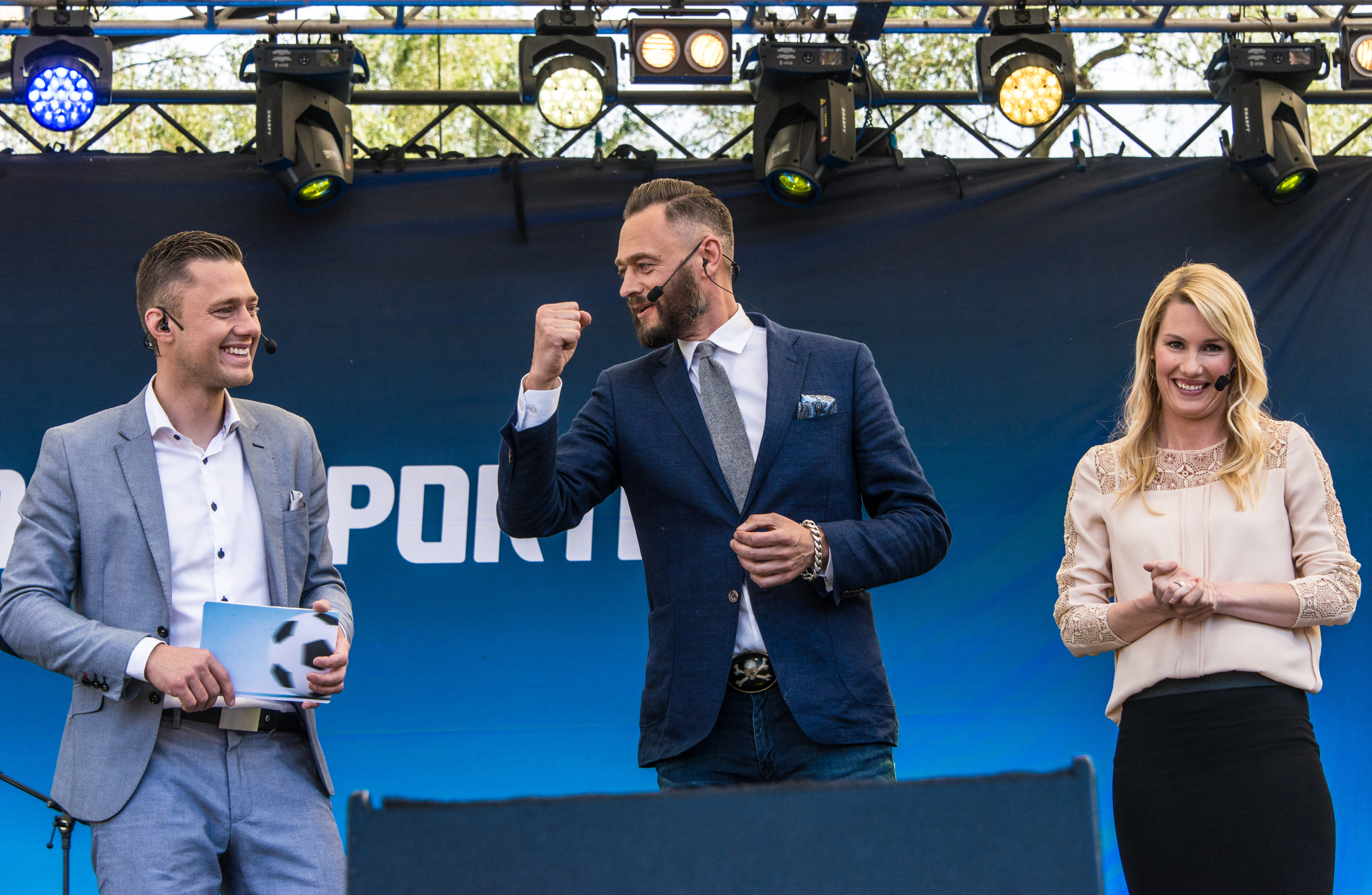
Hanna Marklund 2015, tillsammans med Per Skoglund och Olof Lundh under TV4:s firande av U21-landslaget i fotboll efter dess EM-guld.

Sedan 2013 är hon expertkommentator i TV4 med inriktning på de stora mästerskapen. Vid Fotbolls-VM 2018 i Ryssland blev hon den första kvinnliga expertkommentatorn vid ett fotbolls-VM för herrar. Som kommentator har Marklund bland annat uppmärksammats för sin skelleftedialekt.
Marklund kommenterade fotboll i TV4 fram till 2024. Därefter har hon synts och hörts hos Sveriges Television.
Marklund är även utvecklingspedagog i Sunnanå SK:s utvecklingsbolag samt tränare i äldsta dotterns lag i klubben Myckle IK. Vid sidan av fotbollskarriären har Hanna Marklund även utbildat sig till lärare på grundskolenivå (årskurs 1–7), i ämnena svenska och SO.

## Spelposition och utmärkelser
Hanna Marklund spelade under juniortiden oftast som inner- eller yttermittfältare, några gånger även som anfallare. När hon 1992 för första gången blev uttagen i Sveriges flicklandslag, togs hon dock (för första gången) ut som back. Därefter var det i försvaret som Marklund skulle komma att växa vidare som spelare.
Efter flytten tillbaka till Sunnanå 2005 övergick hon från sin tidigare högerbacksposition till rollen som mittback, något hon under 2006 även kom att agera som i landslaget.
Framgångarna med landslaget och desamma med Umeå belönades 2005 med Diamantbollen som årets bästa kvinnliga fotbollsspelare i Sverige. Samma år fick Marklund motta priset som Årets back, en utmärkelse som hon även belönades med 2006 och 2007.

## Familj
Hanna Marklund bor (2016) i Skellefteå tillsammans med make och tre barn. Första barnet föddes under 2008, samma år som Marklund avslutade sin fotbollskarriär.

## Meriter

### Klubbfotboll
Umeå IK
- Damallsvenskan: Vinnaren (3) 2000, 2001, 2002
  - tvåa (2) 2003, 2004
- Svenska Cupen: Vinnaren (3) 2001, 2002, 2003
  - tvåa (1) 2004
- Uefa Women's Champions League: Vinnaren (2) 2002/2003, 2003/2004

Sunnanå SK
- Svenska Cupen: tvåa (1) 1997

Individuella
- Fotbollsgalan 2005
  - Diamantbollen: 2005[8]
  - Årets back, dam 2005
- Fotbollsgalan 2006
  - Årets back, dam 2006
- Fotbollsgalan 2007
  - Årets back, dam 2007

### Landslagsfotboll
- EM: Silver 2001,[8] brons 2005
- VM 1999
- VM 2003: Silver[8]
- VM 2007
- OS 2000
- OS 2004